# Жанадар'я
Жанада́р'я (каз. Жаңадария) — село у складі Жалагаського району Кизилординської області Казахстану. Адміністративний центр та єдиний населений пункт Жанадар'їнського сільського округу.
Населення — 546 осіб (2021; 691 у 2009, 1018 у 1999, 1599 у 1989).